# 心门
《心门》，马来西亚悬疑推理电视剧，由李洺中、吴天瑜、黃浩然、蔡佩璇、林奕廷、释福如、温绍平、庄惟翔领衔主演。此剧为马来西亚首部以催眠为概念的电视剧，亦是ntv7 2017年年头重头剧，监制为吴天瑜。

## 播出时间

### 首播
| 频道 | 所在地   | 播放日期      | 首播時间                 |
| ---- | -------- | ------------- | ------------------------ |
| ntv7 | 马来西亚 | 2017年2月14日 | 星期一至四 21:30 - 22:30 |

### 重播
| 频道     | 所在地   | 播放日期       | 首播時间                 |
| -------- | -------- | -------------- | ------------------------ |
| 八度空间 | 马来西亚 | 2017年11月21日 | 星期一至五 15:00 - 16:00 |

## 故事概要
心中枷锁 谁能开启？
剧情围绕着袁氏家族的斗争，以催眠术以及精神疾病从而展开整個故事背后的真相……
故事讲述著名女艺人李嘉（吴天瑜饰）以凶残的手段杀了情夫Michael袁瑞华（叶良财饰）而被控上法庭。李嘉的好友高委芸自愿为她辩护。在主控官陈德忠严峻的盘问下，情绪不稳的李嘉终于精神崩溃，精神失常，法庭暂判精神错乱，送入了精神病院观察。袁老太（林奕廷饰）对此判决感到十分不满，认为李嘉只是在装疯卖傻想逃过判决。精神病院主诊医生兼Michael的弟弟Louis袁瑞扬（李洺中饰）和李嘉在大学时曾是情侣，Louis想为李嘉进行治疗恢复精神正常，并找出李嘉杀死Michael的主要原因。私家侦探Jimmy（王竣饰）受人委托侦查此案，Jimmy认为李嘉装疯卖傻是为了逃过刑法，势要找出证据。不料。在查案过程中，Jimmy却爱上了李嘉的妹妹Belle李敏（林绿饰）。
李嘉的大学好朋友Michelle（蔡佩璇饰）知道李嘉疯了，于是决定用催眠术帮李嘉找出真相。原来生性风流的Michael除了李嘉外，仍有别的情妇，留下不少风流债。李嘉爱上Michael其实是因为他和Louis的举止很相似。Michael对元配Rose倒是投鼠忌器，只要稍有不顺心，就会私下虐打李嘉，当出气筒。Louis亦发现李嘉的童年记忆被人封锁了，对于李嘉那段被封锁的记忆感到十分好奇。同时间来自香港的国际刑警Leslie袁瑞杰（黃浩然饰），认为Michael的死并不简单，决定用非常手段誓要查出真相！
袁氏集团的大权一直掌控在袁老太手中，袁家二叔袁福顺（温绍平饰）在公司担任副经理一职，但并无实权，藉袁氏集团是他兄长打来的江山，当Michael死后，福顺三番几次试探袁老太，希望可以取代Michael的位置，但遭袁太拒绝。袁老太的表弟媳阿芳（释福如饰）在多年前，丈夫郑儒亮（陈沛江饰）多年前因撞死人而入狱，而死者正是袁老先生。阿芳和女儿郑丽虹Emily（郭秀文饰）因此住在袁家，依靠袁老太。袁家四女儿袁瑞妮Janet（张嘉汶饰）畏惧其夫Oscar欧志康（曾文伟饰） ，Oscar出身卑微，为人自尊心甚强，常遭二叔的奚落。
袁瑞铭Marcus（庄惟翔饰）是袁家的老么，为人玩世不恭，偏爱艺术，对家族生意毫无兴趣，但在大哥Michael死后，三哥Louis又不想接管袁氏集团，Marcus就成了袁老太要栽培的人选。Marcus被Belle纯真的作画所吸引，当袁老太知道Marcus在追求Belle，更是大力反对，她不允许Marcus会跟杀害Michael凶手的妹妹任何来往。Marcus受Belle的鼓励而开始接触袁氏集团的生意，此时郑儒亮刑满出狱，向袁老太借了一大笔钱，却遭人所骗，还欠下一大笔债，走投无路之下，遇到昔时狱友阿超，二人合谋要绑架福顺，不料却绑架了Marcus和Belle，在逃亡中，Belle失足而昏迷不醒。袁老太发现儒亮也有份绑架Marcus和Belle，对他感到十分痛心，但儒亮却说都是因为当初都是为了她才会入狱10年。儒亮最终再度入狱，而阿芳和丽虹也从郑家搬离。
而此时，李嘉竟然从精神病院消失，Louis更好像被其反催眠了。于是Louis去翻查谢教授的旧资料，发现李嘉对反催眠有深入的研究。原来李嘉根本就是装疯，打从一开始李嘉就已经反催眠Louis了，她乘Louis不备时催眠了Louis，更潜入Louis的潜意识里，发现他对两个人感到十分愧疚，一个是Louis的二哥袁瑞杰（黃浩然分饰），另一个是Louis已过世的妻子谢凤洁（蔡佩璇分饰）。他们两人都是因为Louis才去世的，原来Louis小时候在玩乐的时候不小心害死了二哥；而凤洁则是因为觉得自己在Louis的心中只不过是李嘉的代替品，而Louis当初每天忙碌工作忽略了她，令她患上了产前忧郁症，最终自杀，一尸两命。李嘉利用Louis对他们的愧疚催眠出Leslie和Michelle这两个人格。其实Louis一早就在被催眠的情况下治疗李嘉，他早就被李嘉玩弄于鼓掌之中。每次Louis和李嘉见面时，李嘉都会先确认Louis是他本人，还是Leslie或Michelle，并且一直观察Louis的情况，不让他在外人面前暴露他的人格分裂症。
阿芳疯疯癫癫，突然跑到袁氏集团，指责袁老太害她老公坐牢。几天后，阿芳就在袁氏集团的大楼跳楼自杀。Emily无法接受，认定是袁家的人害死了母亲，于是决定勾引Oscar，势必要让袁家鸡犬不宁！此时袁老太突然晕倒入院，被诊断出患上了脑瘤，但她知道自己时日无多，故意隐瞒大家不接受治疗。Janet成功怀孕了，Oscar为了专心照顾Janet而向Emily提出分手，Emily假装可怜，令Oscar不忍心与她分手。
原来当初李嘉的父母是被袁老太撞死的，当初年幼的李嘉认出了袁老太就是撞死自己父母的凶手而对她感到厌恶。袁老太无计可施下，请了个叫徐林的人利用催眠术来封锁李嘉的童年记忆，让她无法想起以前的事。但是李嘉却想起了一切。原来当初李嘉会和Louis分手也是因为她发现了原来Louis是袁家的人，当初她认为自己斗不过袁老太，所以选择远走他国到美国去。回国后李嘉无意当上了艺人，并决定对袁家复仇。袁老太曾发现李嘉回国，于是让徐林再次催眠李嘉并封锁她的记忆，不料徐林反被李嘉催眠，最终在袁氏集团的大楼跳楼自杀。李嘉甚至催眠了Janet想意图让她无法怀孕。后来Janet虽然成功怀孕了，但是之前被李嘉催眠的副作用影响了她的胎儿，Janet因此面临流产的风险。而这一切都是李嘉为了向袁家复仇的计划。
但众人不知道其实这一切都跟已逝世的袁老先生有着莫大的关系。究竟幕后的神秘人是谁？李嘉和袁家的深仇怨恨能否被化解？这一切都是李嘉在幕后策划的？还是袁老太一手安排的阴谋？

## 演员阵容

### 主要演员
| 演员   | 角色     | 介绍 |
| 李洺中 | 袁瑞阳   | Louis 精神科医生、催眠师 袁瑞华、袁瑞杰之弟弟 袁瑞铭、袁瑞妮之哥哥 李嘉之男友兼大学同学（心理系），后分手 谢凤洁之大学朋友并暗恋对象后成为老婆 李嘉之治疗医生 因在童年时无意害死二哥袁瑞杰而患有3重人格分裂症 于第2集成为李嘉之主诊医生 于第17集发现自己患有人格分裂症 于第18集发现自己被李嘉反催眠 于第23集为了舒缓袁瑞妮的情绪而催眠其，意外发现李嘉曾催眠过她而导致不孕 于第29集通过催眠小麦而成功找出李嘉住所而将其逮捕 于第30集催眠李嘉上刑场 |
| 吴天瑜 | 李嘉     | 影后 袁瑞华之情妇 李敏之姐姐 袁瑞阳之女友兼大学同学（心理系），后发现其为袁郑雨乔的儿子而与他分手 谢凤洁之大学朋友 善于反催眠和瞬间催眠(用手表和钟) 假扮患有严重精神疾病 被袁郑雨乔聘请的徐林封锁童年记忆 被谢教授发现童年记忆被封锁，后在其的协助下找回记忆) 从美国回来后当了袁瑞华的小三并真心爱上他 于第1集连刺袁瑞华17刀而被控谋杀 于第16集催眠袁瑞阳并从精神病院逃跑 于第20集为了帮李敏报仇而催眠小麦去杀死那三个绑匪 于第24集在医院被逮捕并被带回警局，后催眠警官逃脱 于第29集催眠袁瑞铭并打算杀死他，后发现他深爱着李敏而放过他 于第30集被逮捕并被判死刑，临死前要求袁瑞阳催眠自己上刑场 |
| 黃浩然 | 袁瑞杰   | 童年由卢政扬饰演 童年被袁瑞阳无意害死 袁瑞华之弟弟 袁瑞阳、袁瑞铭、袁瑞妮之二哥 |
| 黃浩然 | Leslie   | 香港刑警 暴力刑警 实为袁瑞阳的另一个人格 于第16集查出文雄是星期三马路杀手 女友被天桥跌下的石头砸离开人世 |
| 蔡佩璇 | 谢凤洁   | 李嘉、袁瑞阳之大学朋友 谢教授之女儿 善于画画 暗恋袁瑞阳，后为其妻并怀了袁瑞阳的孩子 当初故意向袁瑞阳隐瞒李嘉即将去美国的事实 于8年前患上产前忧郁症而自杀，导致1撕2命 已去世 |
| 蔡佩璇 | 杨凤洁   | Michelle 催眠师 李嘉催眠袁瑞阳而虚设在袁瑞阳脑里的人 实为袁瑞阳的另一个人格 于第20集以谢凤洁的身份离开袁瑞阳 |
| 林奕廷 | 袁郑雨乔 | 袁太 袁瑞华、袁瑞阳、袁瑞妮、袁瑞铭之母亲 郑儒亮之表姐 袁氏集团的总裁 于20年前撞死自己的丈夫和意外撞死李嘉和李敏父母，并给郑儒亮替自己顶罪 于第22集被诊断出患上了脑瘤 于第30集病逝，并在临死前劝袁福顺放下对她的爱恋 |
| 温绍平 | 袁福顺   | 二叔 不怀好意 常怂恿Oscar对付袁家 在袁太住院期间，暂代总裁之位 其实爱恋袁郑雨乔 |
| 庄惟翔 | 袁瑞铭   | Marcus 袁瑞华、袁瑞杰、袁瑞阳、袁瑞妮之弟弟 李敏之男友 于第13集与李敏被绑架 于第29集被李嘉催眠并打算杀害，后被其发现自己深爱李敏而逃过一劫 |

### 其他演员
| 演员   | 角色       | 介绍 |
| 叶良财 | 袁瑞华     | Michael Rose之丈夫 花花公子 包养李嘉 被李嘉刺了17刀而死 |
| 林绿   | 李敏       | Belle 李嘉之妹妹 袁瑞铭之女友 Jimmy喜欢的对象 患有哮喘病 B Cafe 的老板 于第13集与袁瑞铭被绑架 于第15集在逃脱时因跌倒撞伤头而陷入昏迷 于第30集苏醒                                             |
| 释福如 | 邱桂芳     | 袁太之表弟的妻子 郑儒亮之太太 郑丽虹之母亲 终日酗酒 于第21集因被李嘉催眠而从袁氏集团的天台跳下而死 生前为了帮郑丽虹还卡债而当陪坐女郎                                                         |
| 陈沛江 | 郑儒亮     | 袁太之表弟 邱桂芳之丈夫 郑丽虹之父亲 入狱20年 第11集出狱 有分绑架李敏与袁瑞铭 拿赎金时被警方逮捕 20年前为了替姐姐顶罪而承认撞死姐夫和间接撞死2名路人，那就是李嘉和李敏的父母                  |
| 郭秀文 | 郑丽虹     | Emily 袁瑞华、袁瑞阳、袁瑞妮、袁瑞铭之表妹 邱桂芳与郑儒亮之女 喜欢袁瑞铭 趁袁瑞铭喝醉了拍下亲密照后假怀孕 假怀孕被识破 被欧志康包养 于第22集为了报复袁家而开始勾引欧志康 于第28集被欧志康误杀 |
| 王竣   | Jimmy      | Ken之表哥 私家侦探 超强分析力 喜欢李敏 |
| 张嘉汶 | 袁瑞妮     | Janet 袁瑞华、袁瑞杰、袁瑞阳之妹妹 袁瑞铭之姐姐 欧志康的妻子 曾险遭强奸 被李嘉催眠导致不孕 于第23集成功怀孕                                                                                   |
| 曾文伟 | 欧志康     | Oscar 袁瑞妮之丈夫 因自己不是姓袁而不得志 包养郑丽虹 于第28集误杀郑丽虹 |
| 志祥   | Ken        | 杂志社记者 Jimmy的表弟 |
| 叶清芳 | 谢教授     | 心理学教授 谢凤洁之父亲 帮李嘉解开被封锁的记忆 于8年前因心脏病发作而去世 |
| 秦顺薏 | Rose       | 袁瑞华之太太 生前常说见到鬼 因车祸而逝世 实为被李嘉催眠而导致情绪不稳定 |
| 陈文伟 | Nelson Tan | 警察 常找Jimmy协助一起破案 |

### 客串
| 演员   | 角色          | 介绍                                                                                 |
| 蔡子洋 | 袁来顺        | 袁郑雨乔之丈夫 因外遇被袁郑雨乔开车怒撞而导致车祸 车祸间接撞死了在现场经过的李嘉父母 |
| 吕爱琼 | 高委芸        | 亚洲之星 李嘉之辩护律师                                                              |
| 张水发 | 陈德忠        | 律师                                                                                 |
| 罗忆诗 | 孕妇          | 等老公的孕妇，於13集出现一次                                                         |
| 张顺源 | 袁瑞铭的朋友  |                                                                                      |
| 吕志勤 | 文雄          | B Cafe 新来的服务生 星期三马路杀手 父亲死於车祸，母亲死於自杀                        |
| 刘淑敏 | Datin         | 在B Cafe 闹事的顾客(有钱 Datin)                                                      |
| 陈浩严 | B Cafe 服务生 |                                                                                      |
| 谢丽萍 |               | 袁氏宝珠浪漫系列广告女模特儿                                                         |

## 軼事
- 此剧为马来西亚首部以催眠为概念的电视剧。
- 此剧为香港艺人黃浩然首次参演的马来西亚电视剧。
- 此劇是李洺中以ntv7十大藝人的身份最後拍攝的作品
- 原定为ntv7 2016年年尾重头剧後改為2017年2月14播映。
- 此剧为李洺中、吴天瑜继《情牵南苑》、《炭乡》、《情牵南洋》、《香火》、《半边天》、《聚宝盆》、《岁月留声》后第八度合作。
- 此剧为叶良财和吴天瑜继香火后再度合作，同样饰演情侣。
- 「孕妇」一角原为童繽毓饰演，因档期不合而改由罗亿诗顶上。

## 注明
1. ↑  . 光华日报. 2016年6月29日  [2016年8月21日]. （原始内容存档于2016年9月20日）.

## 電視節目的變遷
| 马来西亚 ntv7 7势如虹时段 星期一至四 21:30 - 22:301 | 马来西亚 ntv7 7势如虹时段 星期一至四 21:30 - 22:301 | 马来西亚 ntv7 7势如虹时段 星期一至四 21:30 - 22:301 |
| --------------------------------------------------- | --------------------------------------------------- | --------------------------------------------------- |
|                                                     | 心门 2017年2月14日-2017月4月5日                     |                                                     |
| 我的星光大道 2016年12月20日-2017年2月13日           | 真心不怕输 2017年4月6日-2017年5月10日               |                                                     |